# 花桥乡 (浦江县)
花桥乡，中国浙江省金华市浦江县下辖的一个乡。

## 行政区划
下辖以下地区：
东塘村、里黄宅村、外黄宅村、前坞村、花桥村、马宅村、下宅溪村、横山村、塘波村、王纸坊村、金坞村、童坞村、长畈村、林坞口村、大坞村、民丰村、深坑村和高塘村。